# Колина, Хуниор
Хуниор Александер Колина Брачо (исп. Junior Alexander Colina Bracho; род. 9 декабря 2006, Маракайбо) — венесуэльский футболист, нападающий клуба «Риу Аве».

## Клубная карьера
Колина — воспитанник клуба «Депортиво Райо Сулиано». 26 февраля 2024 года в матче против «Минерос Гуаяна» он дебютировал венесуэльской Примере. В этом же поединке Хуниор забил свой первый гол за «Депортиво Райо Сулиано». В начале 2025 года Колина перешёл в португальский «Риу Аве» и начал играть за молодёжную команду.

## Международная карьера
В 2023 году Колина в составе юношеской сборной Венесуэлы принял участие в юношеском чемпионате Южной Америки в Эквадоре. На турнире он сыграл в матчах против сборных Бразилии, Перу, Боливии, Эквадора, а также дважды против Аргентины и Парагвая. В поединках против аргентинцев и эквадорцев Хуниор забил по голу.
В том же году Колина в составе юношеской сборной Венесуэлы принял участие в юношеском чемпионате мира в Индонезии. На турнире он сыграл в матчах против сборных Новой Зеландии, Германии и Аргентины.